# Smyrna-ijsvogel
De smyrna-ijsvogel (Halcyon smyrnensis) is een vogel uit de familie van de ijsvogels. De wetenschappelijke naam van de soort werd in 1758 als Alcedo smyrnensis gepubliceerd door Carl Linnaeus. De soort komt voor in Noordoost-Afrika, het Midden-Oosten, Zuid- en Zuidoost-Azië.

## Beschrijving
De smyrna-ijsvogel is een vrij grote ijsvogelsoort met een lengte van 28 cm. De vleugellengte is 12 cm. Een volwassen exemplaar heeft een felblauwe rug, vleugels en staart. De kop, flanken en onderste delen van de buik zijn kastanjebruin, de keel en borst wit. De grote snavel en de poten zijn rood. In vlucht is de vogel snel en gaat recht op zijn doel af.

## Voedsel
Deze soort heeft een gevarieerd dieet, waaronder insecten, knaagdieren, slangen, vissen en kikkers.

## Voortplanting
Het broedseizoen is april tot en met mei. Het nest is een tunnel in de aarde of in termieten- of mierenhopen langs de oevers van rivieren. Normaal gesproken legt deze vogel zo'n 2 tot 4 eieren per keer.

## Leefgebied
De smyrna-ijsvogel komt alleen of in paartjes voor in open stukken in het bos en langs stromend water in open terrein of in de buurt van bossen. Gewoonlijk komen ze voor in het laagland, maar in een enkel geval ook wel tot 1000 m hoogte.

## Status
De grootte van de populatie is niet gekwantificeerd, maar er is geen aanleiding te veronderstellen dat de soort in aantal achteruit gaat, eerder is sprake van een toename. Daarom staat de smyrna-ijsvogel als niet bedreigd op de Rode Lijst van de IUCN.

## Ondersoorten en verspreiding
Er worden vijf ondersoorten onderscheiden:
- H. s. smyrnensis De nominaat die voorkomt van Zuid-Turkije tot het noordoosten van Egypte, Irak en het noordwesten van India
- H. s. fokiensis Laubmann & Götz, 1926. Komt voor in Zuid-China en Taiwan
- H. s. fusca (Boddaert, 1783). Komt voor in West-India en Sri Lanka
- H. s. perpulchra Madarász, 1904. Komt voor in het noorden van India, Bhutan, Malakka en het westen van Java
- H. s. saturatior Hume, 1874. Alleen op de Andamanen

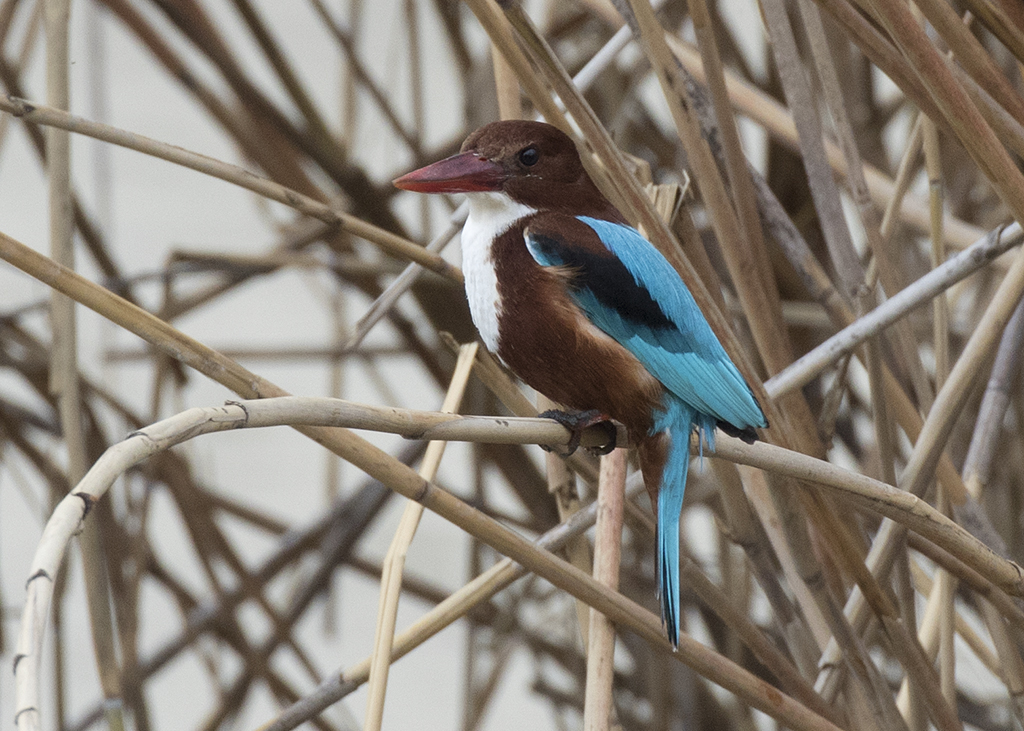
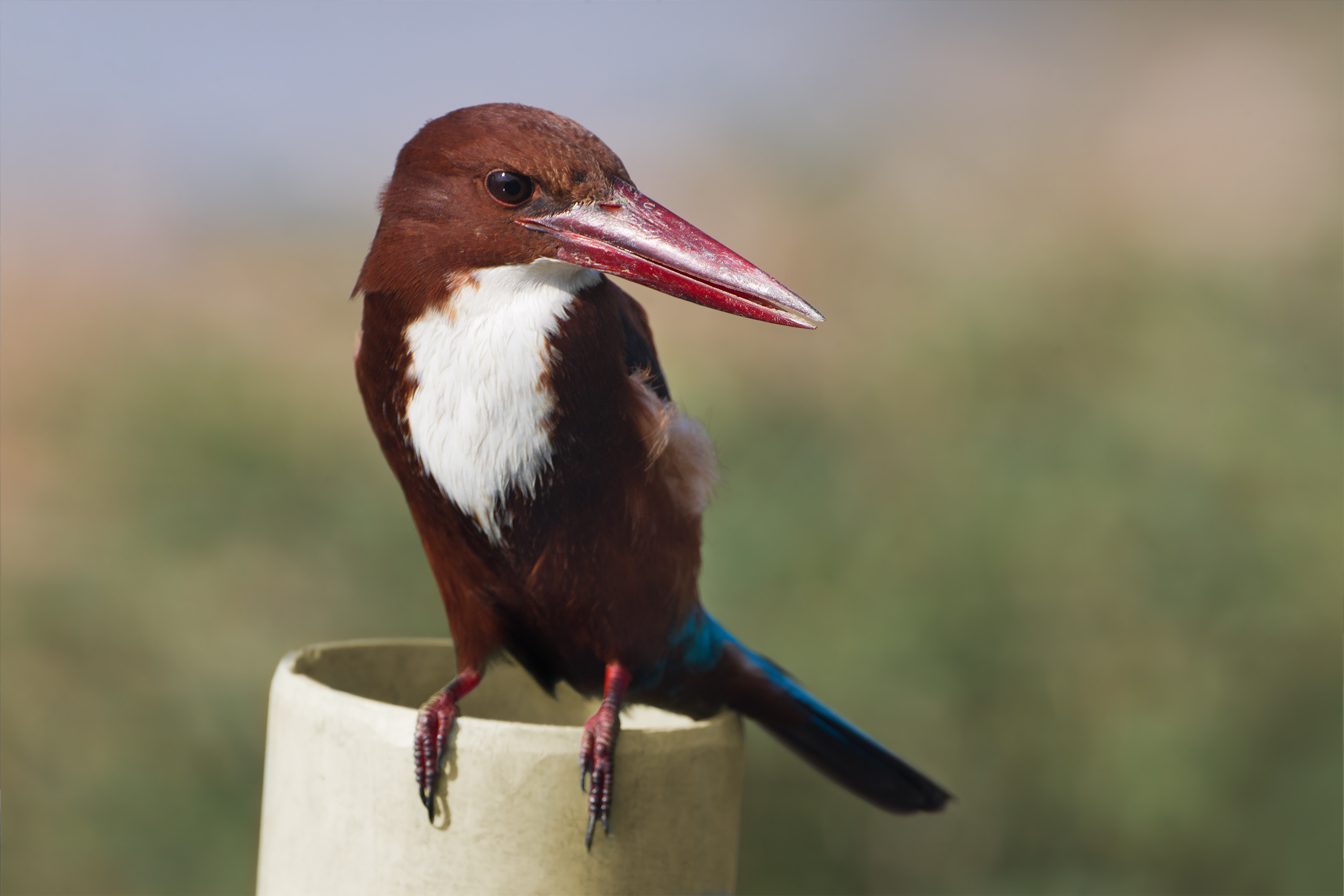
De Engelstalige naam is white-throated kingfisher
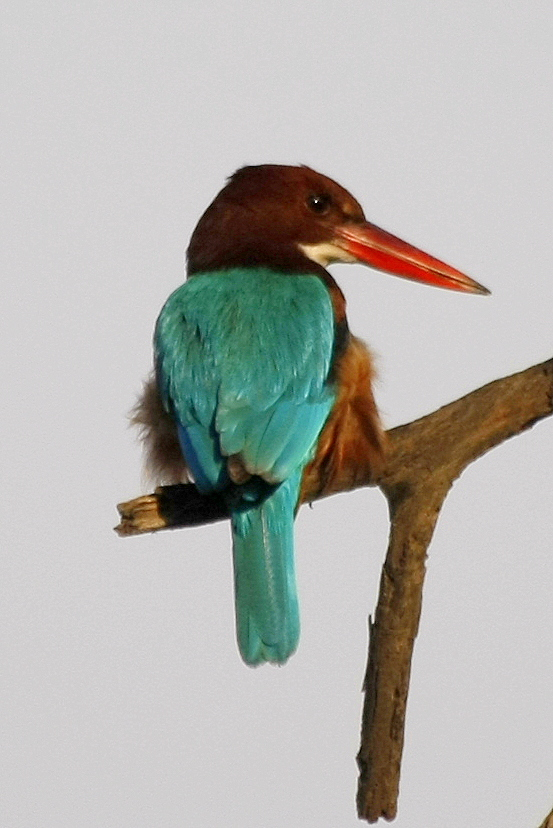
Rug
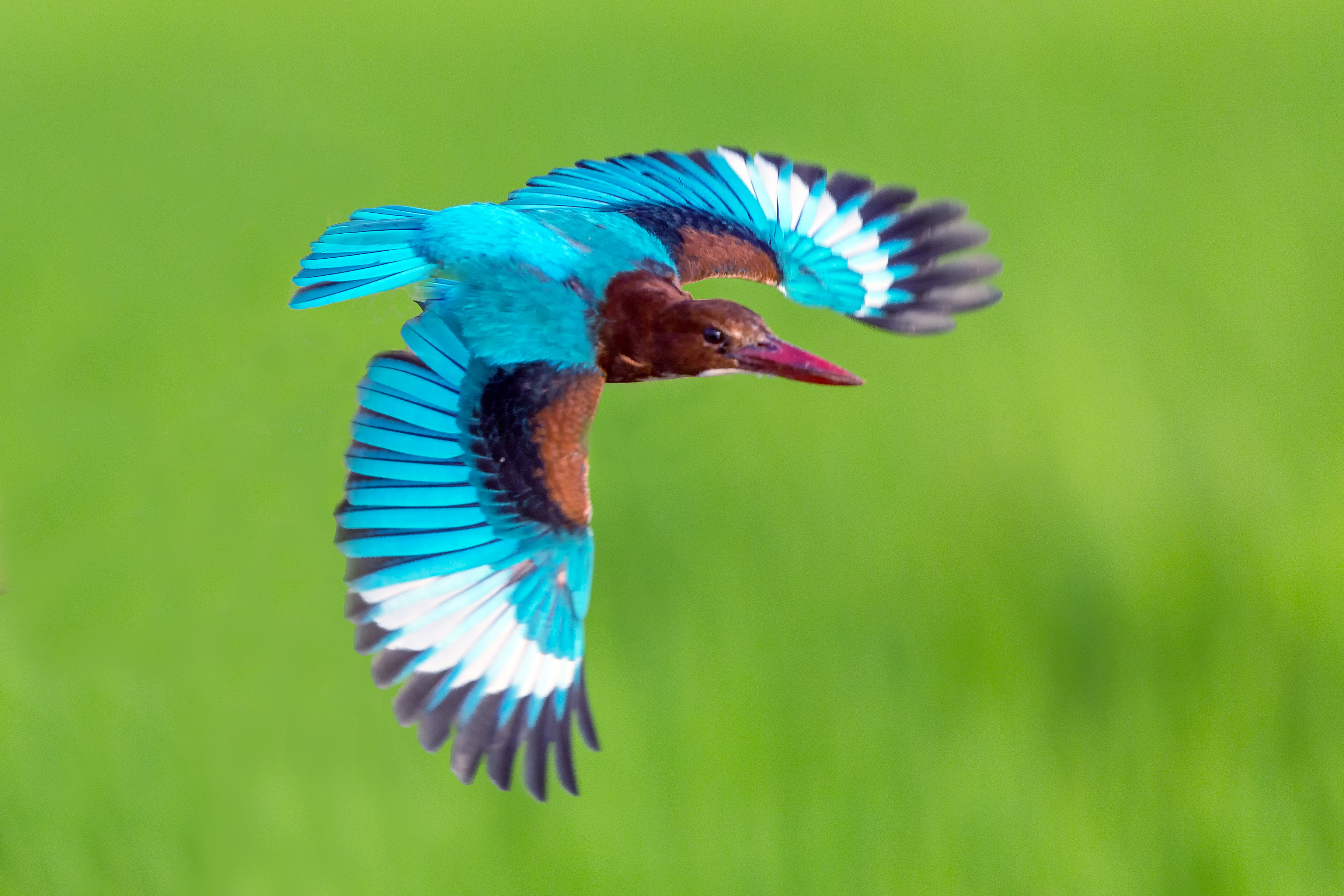
In vlucht